# Cameron Rundles
Cameron Rundles (Minneapolis, 27 aprile 1988) è un ex cestista e allenatore di pallacanestro statunitense.